# 九棵樹站
九棵樹站是一个位于中国北京市通州区梨园地区京塘路、北苑南路、九棵树西路交叉口附近，属于北京地铁八通线的地铁车站，2003年12月27日随八通线启用。

## 位置
这个站位于九棵樹西路東面，北苑路南面。

## 车站结构

### 车站楼层
九棵树站共有2层，地上一层为站厅层，二层为站台层。
| 地上二层 站台层 | 侧式站台，右側開门              | 侧式站台，右側開门                          |
| 地上二层 站台层 | █ 八通线往古城（1号线）（果园） |                                             |
| 地上二层 站台层 | █ 八通线往环球度假区（梨园）    |                                             |
| 地上二层 站台层 | 侧式站台，右側開门              |                                             |
| 地面 站厅层     | 站厅                            | A-B出入口、客务中心、自动售票机、进出站闸机 |

## 出入口
这个地铁站一共有2个出口，其中A口位于车站下方的地下通道内，B口位于站前广场。
|                           |          |                                                |      |            |
| 编号                      | 指示     | 建议前往的目的地                               | 照片 | 无障碍设施 |
| 出口 · A                  | 北苑南路 | 九棵树小区                                     |      |            |
| 出口 · B · 无障碍通道标志 |          | 京通罗斯福广场、麦当劳九棵树餐厅、瑞都国际中心 |      |            |
| 註： 設有                 |          |                                                |      |            |

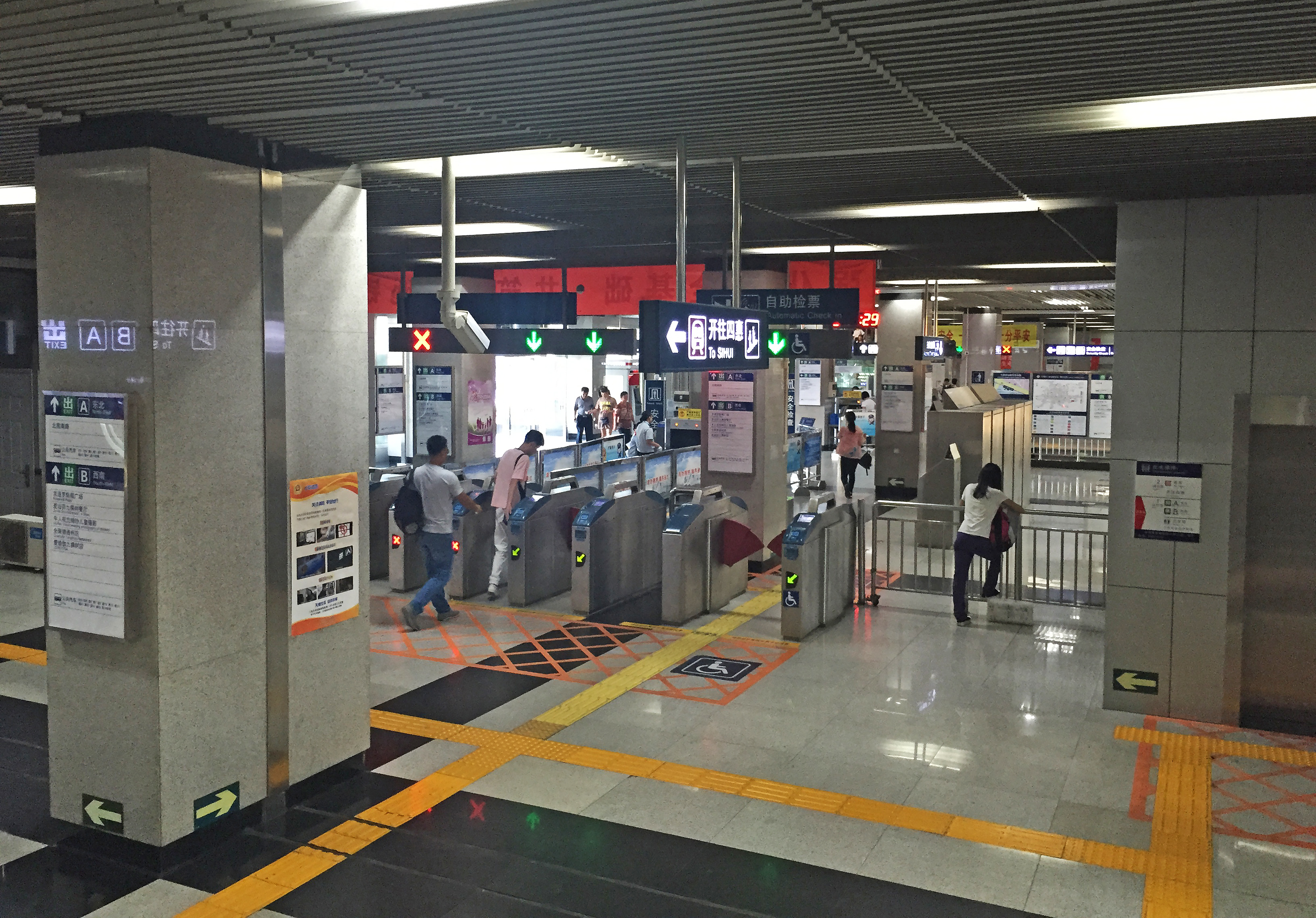
东站厅 （2016年9月摄）
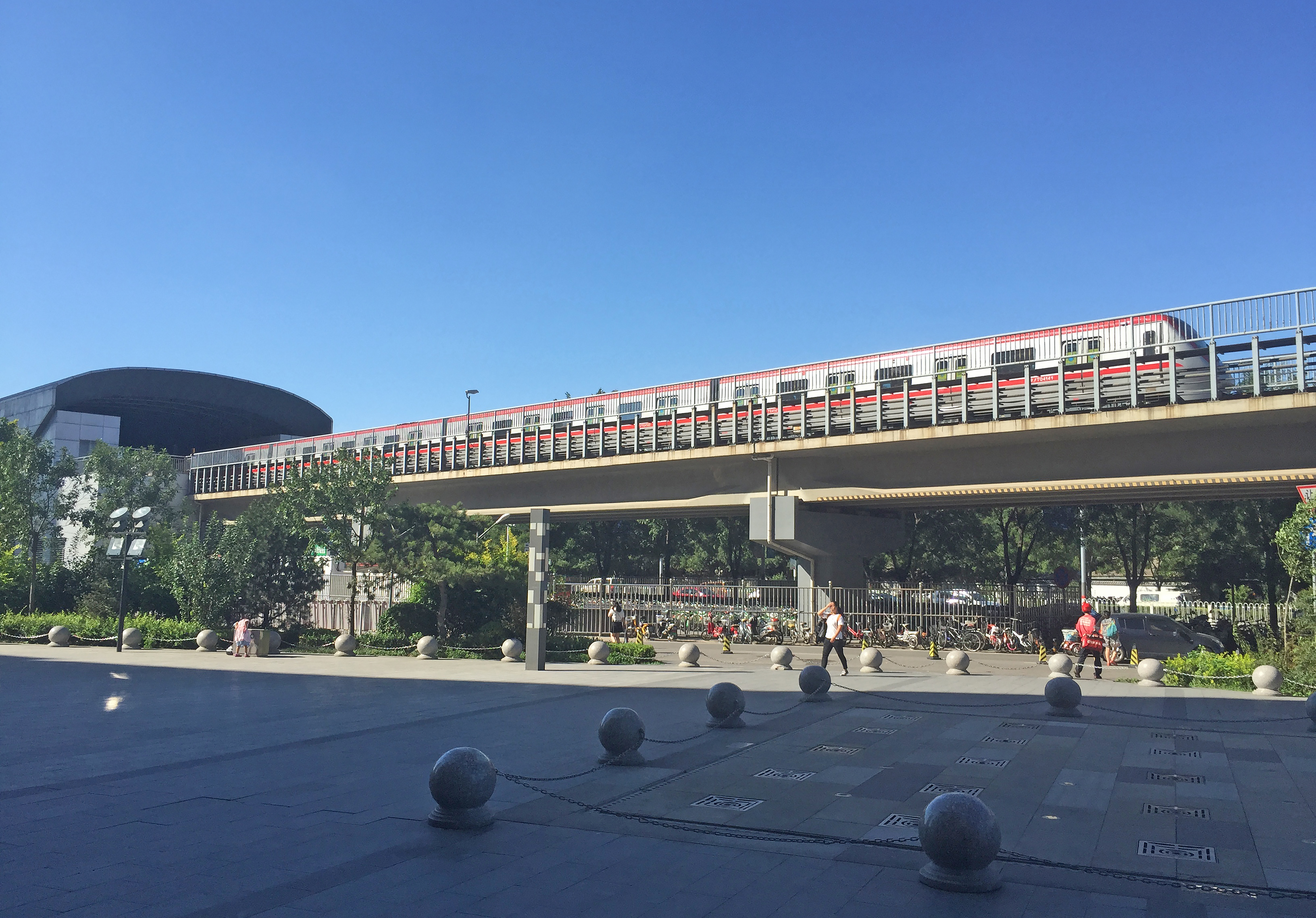
TQ414号车组进入九棵树站 （2016年9月摄）
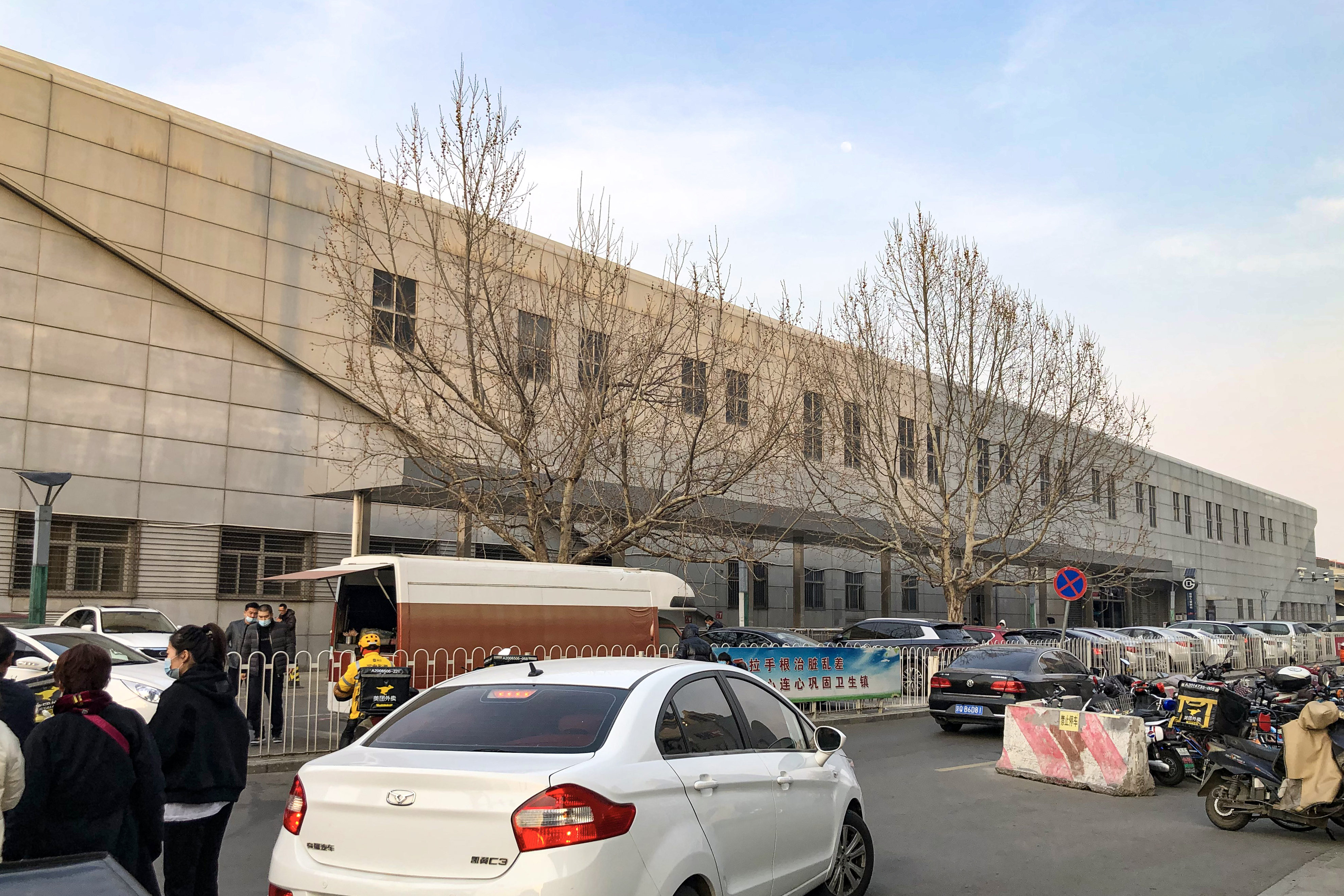
九棵树站站体 （2021年2月摄）
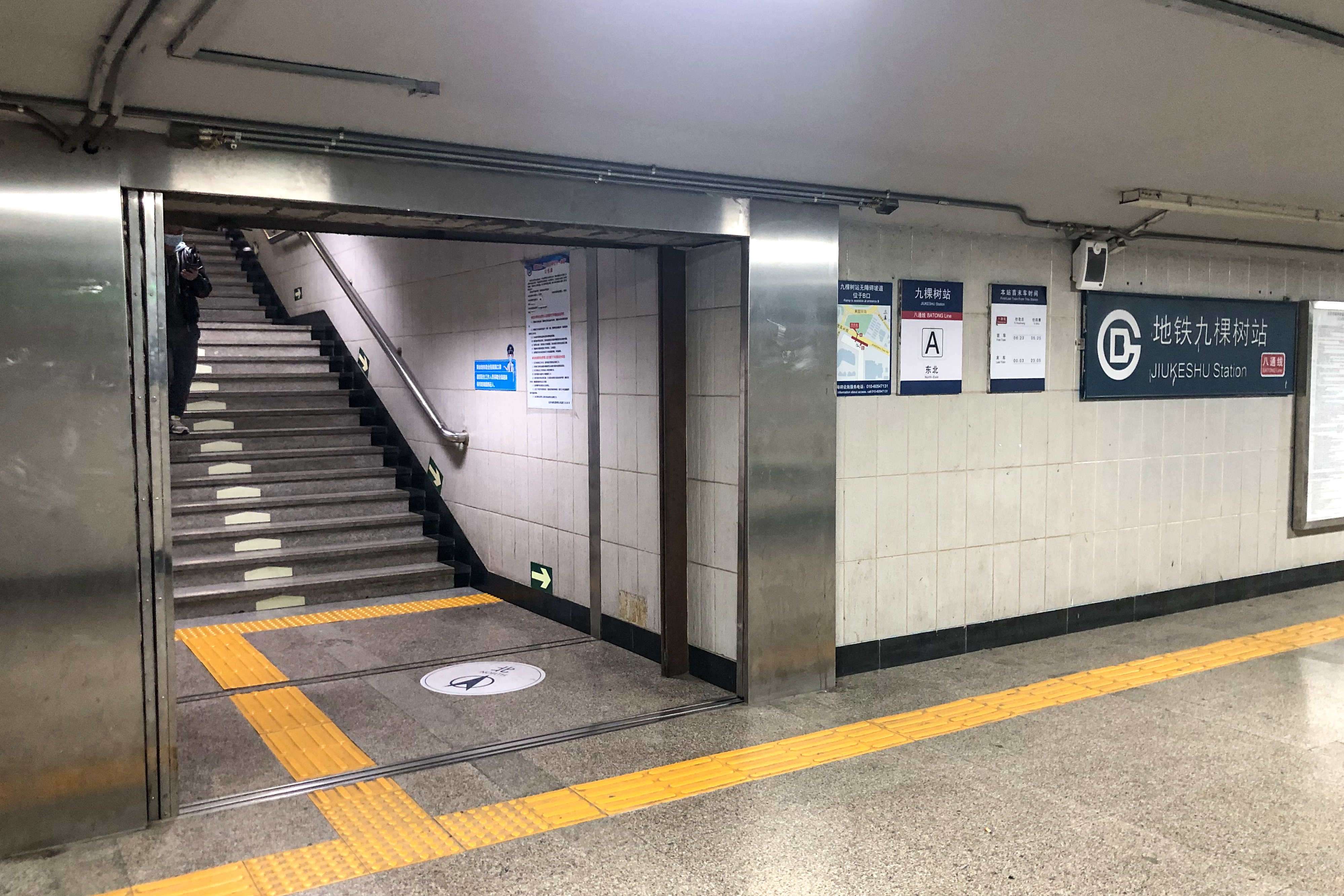
地下通道内的A口 （2021年2月摄）

## 購票
北京地鐵的大多數地鐵車站的單程票購票需要實名信息。但本站已自行取消購票實名制。